# Avan Jogia
Avan Tudor Jogia (n. 9 februarie 1992) este un actor canadian. Avan a debutat în actorie în 2006, interpretând rolul lui Danny Araujo în O fată ca mine, regizat de nominalizatul la Oscar, Agnieszka Holland. În 2007 a apărut în producția de televiziune Aliens în America interpretând rolul lui "Sam". În 2008 a jucat rolul lui Champ din filmul Gym Teacher: The Movie și Tajid în Spectacular, ambele pentru rețeaua de televiziune Nickelodeon. În 2014 joacă în miniseria Tut, alături de actorul Ben Kingsley. Jogia de asemenea îl interpretează pe Ben Stark în seria de televiziune Caprica, un serial realizat de producătorii Battlestar Galactica pentru canalul american Sci Fi Channel.